# Saudi Tour
Saudi Tour, początkowo jako Tour de Saudi Arabia – wieloetapowy wyścig kolarski rozgrywany nieregularnie w Arabii Saudyjskiej.
Wyścig początkowo organizowany był pod nazwą Tour de Saudi Arabia. W latach 1999 oraz 2001–2002 odbyły się jego trzy pierwsze edycje, znajdujące się w kalendarzu UCI z kategorią 2.5. Do jego organizacji powrócono w 2013, jednak edycja to odbyła się poza kalendarzem UCI.
W 2020 wyścig reaktywowano pod nazwą Saudi Tour. Organizatorem nowej imprezy, którą dołączyła do kalendarza UCI Asia Tour z kategorią 2.1, została Amaury Sport Organisation.

## Zwycięzcy

### Tour de Saudi Arabia (1999–2013)
Opracowano na podstawie:
| Rok  | Pierwsze               | Drugie               | Trzecie             |
| ---- | ---------------------- | -------------------- | ------------------- |
| 1999 | Amr Elnady             | Jurij Pluchin        | Ondrej Slobodník    |
| 2001 | Ghader Mizbani Iranagh | Mohamed Abdel Fattah | Hossein Askari      |
| 2002 | Ghader Mizbani Iranagh | Siergiej Ławrinienko | Siergiej Trietjakow |
| 2013 | Murad Tarik Obaid      | Ali Abadi            | Ayman Al Habtra     |

### Saudi Tour (od 2020)
Opracowano na podstawie:
| Rok  | Pierwsze        | Drugie                | Trzecie           |          |
| ---- | --------------- | --------------------- | ----------------- | -------- |
| 2020 | Phil Bauhaus    | Nacer Bouhanni        | Rui Costa         |          |
| 2021 | odwołany        | odwołany              | odwołany          | odwołany |
| 2022 | Maxim Van Gils  | Santiago Buitrago     | Rui Costa         |          |
| 2023 | Ruben Guerreiro | Davide Formolo        | Santiago Buitrago |          |
| 2024 | Simon Yates     | William Junior Lecerf | Finn Fisher-Black |          |
| 2025 | Thomas Pidcock  | Fredrik Dversnes      | Johannes Kulset   |          |